# Cyclopropenylkation

Struktur des Cyclopropenylkations (links). Die Delokalisierung der beiden π-Elektronen sowie die positive Ladung sind rot markiert

Das Cyclopropenylkation ist ein cyclisches und planar Kation mit der Summenformel C3H3+. Es ist stabil und es konnten bereits verschiedenste Derivate dieses Kations nachgewiesen und synthetisiert werden. Des Weiteren erfüllt das Cyclopropenylkation alle Bedingungen, um als Aromat zu gelten, was die Stabilität dieser Verbindung erklärt.

## Hückel-Regel
Nach der Hückel-Regel gelten cyclische, konjugierte π-Systeme mit 4n+2 delokalisierten Elektronen als aromatisch. Damit zählt auch das Cyclopropenylkation (n=0) zu den Aromaten. Genau genommen handelt es sich bei diesem um das kleinste carbocyclische, aromatische System. Die dadurch vorliegenden Grenzstrukturen sorgen dafür, dass das Cyclopropenylkation zu den stabilsten Carbeniumionen zählt.

Mesomere Grenzstrukturen des Cyclopropenylkations und eines zugehörigen Anions (Tetrafluoroborat). Die positive Ladung und die π-Doppelbindung ist rot markiert

## Synthese
Aus Tetrachlorcyclopropen lässt sich mit Hilfe von 3 Äquivalenten Tributylzinnhydrid 3-Chlorcyclopropen gewinnen. Im zweiten Schritt reagiert 3-Chlorcyclopropen mit einer starken Lewis-Säure wie Antimon(V)-chlorid oder auch Silbertetrafluoroborat zum Cyclopropenylkation: